# Bogbodia
Bogbodia là một chi nấm trong họ Strophariaceae, thuộc bộ Agaricales. Loài duy nhất trong chi này là Bogbodia uda.

## Từ nguyên
Tên gọi Bogbodia xuất phát từ màu sắc vàng rám cũng như sự phân bố ở các đầm lầy than bùn của chi nấm.